# Odhneripisidium
Odhneripisidium is een geslacht van tweekleppigen uit de familie van de Sphaeriidae.

## Soorten
- Odhneripisidium annandalei (Prashad, 1925)
- Odhneripisidium appressum (Prashad, 1933)
- Odhneripisidium australiense (Korniushin, 2000)
- Odhneripisidium cavernicum (Mori, 1938)
- Odhneripisidium dammermani (Odhner, 1940)
- Odhneripisidium dancei (Kuiper, 1962)
- Odhneripisidium khorense Izzatullaev & Starobogatov, 1986
- Odhneripisidium kuiperi (Dance, 1967)
- Odhneripisidium moitessierianum (Paladilhe, 1866) (Dwergerwtenmossel)
- Odhneripisidium novobritanniae (Kuiper, 1967)
- Odhneripisidium parvum (Mori, 1938)
- Odhneripisidium popovae Starobogatov & Streletzkaja, 1967
- Odhneripisidium prasongi (Kuiper, 1974)
- Odhneripisidium stewarti (Preston, 1909)
- Odhneripisidium sumatranum (von Martens, 1874)
- Odhneripisidium tenuilineatum (Stelfox, 1918) (Fijngestreepte erwtenmossel)
- Odhneripisidium uejii (Mori, 1938)
- Odhneripisidium yarkandense (Prashad, 1933)